# Β-プロピオラクトン
β-プロピオラクトン (β-Propiolactone) は、ラクトン類に属する4員環の有機化合物である。無色の液体で、わずかに甘い匂いがあり、水に可溶、エタノール、アセトン、ジエチルエーテル、クロロホルムと混和する。「プロピオラクトン」という言葉は通常、この化合物を指すが、α-プロピオラクトンを指す場合もある。

## 製造
β-プロピオラクトンは、塩化アルミニウム又は塩化亜鉛の存在下、ホルムアルデヒドとケテンの反応で工業的に製造される。
研究所では、プロピオラクトンはエポキシドのカルボニル化によって生成されている。 

## 反応と応用
β-プロピオラクトンは、室温でもすぐに重合する。
開環反応で多くの求核試薬と反応する。水で加水分解が起こり、3-ヒドロキシプロピオン酸（ヒドロアクリル酸）が生成される。商業的プロセスでアンモニアとの反応でβ-アラニンを与える。
プロピオラクトンはかつてアクリル酸とそのエステルの製造の中間体として広く製造されていた。その製法は、より安全で安価な代替手段を優先して大幅に置き換えられた。β-プロピオラクトンは優れた殺菌剤および殺胞子剤だが、発がん性があるため使用できない。  
これは、ワクチン製造のステップとして、例えばさまざまなウイルスを不活化するために使用される。 
プロピオラクトンの主な用途は、他の化合物の合成における中間体である。

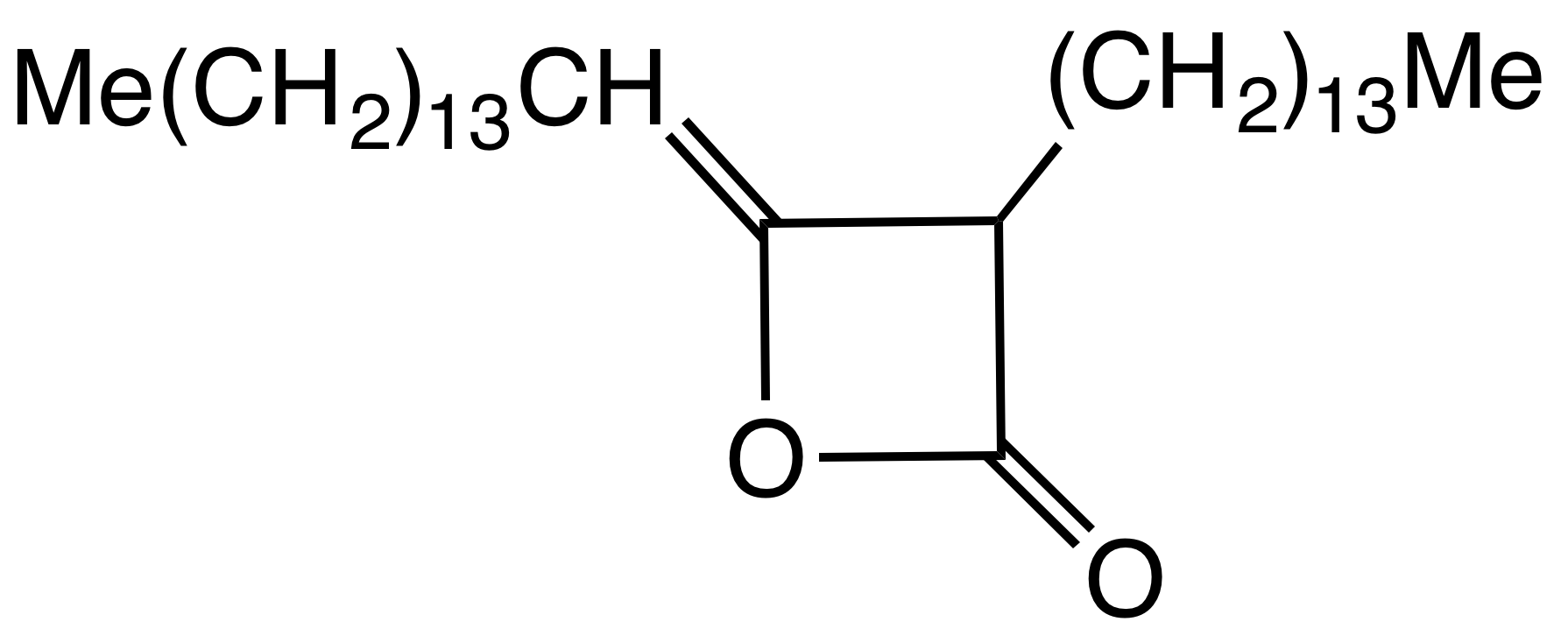
製紙に用いられるβ-プロピオラクトンの誘導体アルキルケテンダイマーの構造

## 安全性
β-プロピオラクトンは「ヒトの発がん性物質であると合理的に予想されている」(IARC、1999年) 。これは、許容暴露限界が確立されていないにもかかわらず、労働安全衛生局によって職業発がん物質と見なされている13の「OSHA規制発がん物質」の1つである。 

## 生分解性
Acidovorax sp.,Variovorax paradoxus, Sphingomonas paucimobilis , Rhizopus delemar および好熱性 Streptomyces sp.がβ-プロピオラクトンを分解する可能性がある。